# Rada Miasta Zielona Góra
Rada Miasta Zielona Góra – samorządowy organ władzy uchwałodawczej w Zielonej Górze, sprawujący także funkcje kontrolne, złożony z radnych pochodzących z wyboru, działający na podstawie przepisów o samorządzie gminnym oraz o samorządzie powiatowym.

## Komisje Stałe Rady Miasta w kadencji 2024-2029[1]
- Komisja Budżetu i Finansów
- Komisja Edukacji i Wychowania
- Komisja Gospodarki
- Komisja Praworządności i Porządku Publicznego
- Komisja Rewizyjna
- Komisja do spraw Rodziny
- Komisja do spraw konsultacji i budżetu obywatelskiego
- Komisja Statutowo-Regulaminowa
- Komisja Zdrowia, Kultury i Sportu
- Komisja do spraw integracji, planowania przestrzennego i klimatu
- Komisja Skarg, Wniosków i Petycji

## Wybory

### IV Kadencja 2002-2006[2]
| Komitet Wyborczy | Komitet Wyborczy                              | Głosy  | Głosy | Mandaty |
| Komitet Wyborczy | Komitet Wyborczy                              | Liczba | %     | Mandaty |
| ---------------- | --------------------------------------------- | ------ | ----- | ------- |
|                  | KWW Sojusz Lewicy Demokratycznej - Unia Pracy | 10 171 | 34.08 | 14      |
|                  | KWW Sprawiedliwa i Praw Zielona Góra          | 5 801  | 19.44 | 5       |
|                  | KWW Liga Polskich Rodzin                      | 3 751  | 12.57 | 1       |
|                  | KWW Platforma Obywatelska RP                  | 3 738  | 12.53 | 3       |
|                  | KWW "Moje Miasto"                             | 2 706  | 9.07  | 2       |
|                  | KWW Adama Ruszczyńskiego                      | 1 802  | 6.04  | 0       |
|                  | KWW Samoobrona RP                             | 1717   | 5.75  | 0       |
|                  | KWW Organizacji Narodu Polskiego              | 157    | 0.53  | 0       |

| Kadencja | Lata      | Przewodniczący Rady | Wiceprzewodniczący Rady             |
| -------- | --------- | ------------------- | ----------------------------------- |
| IV       | 2002–2006 | Lesław Batkowski    | - Jadwiga Błoch - Edward Markiewicz |

| Nr | Radni wybrani z list poszczególnych komitetów wyborczych (w nawiasie liczba zdobytych głosów)           | Radni wybrani z list poszczególnych komitetów wyborczych (w nawiasie liczba zdobytych głosów)     | Radni wybrani z list poszczególnych komitetów wyborczych (w nawiasie liczba zdobytych głosów) | Radni wybrani z list poszczególnych komitetów wyborczych (w nawiasie liczba zdobytych głosów) | Radni wybrani z list poszczególnych komitetów wyborczych (w nawiasie liczba zdobytych głosów) | Radni wybrani z list poszczególnych komitetów wyborczych (w nawiasie liczba zdobytych głosów) | Radni wybrani z list poszczególnych komitetów wyborczych (w nawiasie liczba zdobytych głosów) | Radni wybrani z list poszczególnych komitetów wyborczych (w nawiasie liczba zdobytych głosów) |  |
| -- | --- | ------------------------------------------------------------------------------------------------- | --------------------------------------------------------------------------------------------- | --------------------------------------------------------------------------------------------- | --------------------------------------------------------------------------------------------- | --------------------------------------------------------------------------------------------- | --------------------------------------------------------------------------------------------- | --------------------------------------------------------------------------------------------- |  |
| 1  | | Koalicyjny KW SLD - Unia Pracy Zygmunt Listowski (1312) Roman Filecki (166) Dorota Sadalska (165) |                                                                                               | KWW Sprawiedliwa i Prawa Zielona Góra Piotr Barczak (297)                                     |                                                                                               | KWW "Moje Miasto" Władysław Kościelniak (336)                                                 |                                                                                               |                                                                                               |  |
| 2  | Koalicyjny KW SLD - Unia Pracy Zbigniew Bartkowiak (821) Waldemar Zell (434) Mirosława Panek-Gara (211) |                                                                                                   | KWW Sprawiedliwa i Prawa Zielona Góra Robert Sapa (506)                                       |                                                                                               | KWW Platforma Obywatelska Adam Urbaniak (366)                                                 |                                                                                               |                                                                                               |                                                                                               |  |
| 3  | Koalicyjny KW SLD - Unia Pracy Stanisław Domaszewicz (471) Julita Zawadzka (445)                        |                                                                                                   | KWW Sprawiedliwa i Prawa Zielona Góra Władysław Drozd (225)                                   |                                                                                               | KWW Platforma Obywatelska Bożenna Bukiewicz (520)                                             |                                                                                               | Liga Polskich Rodzin Eleonora Szymkowiak (961)                                                |                                                                                               |  |
| 4  | Koalicyjny KW SLD - Unia Pracy Lesław Batkowski(529) Barbara Kukulska (357) Edward Markiewicz (299)     |                                                                                                   | KWW Sprawiedliwa i Prawa Zielona Góra Bożena Ronowicz (734) Jacek Budziński (168)             |                                                                                               | KWW "Moje Miasto" Zbigniew Mikulewicz (369)                                                   |                                                                                               |                                                                                               |                                                                                               |  |
| 5  | Koalicyjny KW SLD - Unia Pracy Jerzy Teichert (455) Jadwiga Błoch (249) Bożena Różycka (223)            | KWW Sprawiedliwa i Prawa Zielona Góra Zygmunt Lipnicki (328)                                      | KWW Platforma Obywatelska Paweł Wysocki (127)                                                 |                                                                                               |                                                                                               |                                                                                               |                                                                                               |                                                                                               |  |

### V Kadencja 2006-2010[4]
| Komitet Wyborczy | Komitet Wyborczy                              | Głosy  | Głosy | Mandaty |
| Komitet Wyborczy | Komitet Wyborczy                              | Liczba | %     | Mandaty |
| ---------------- | --------------------------------------------- | ------ | ----- | ------- |
|                  | Platforma Obywatelska RP                      | 13 156 | 34.17 | 10      |
|                  | Lewica i Demokraci                            | 10 123 | 26.30 | 8       |
|                  | Prawo i Sprawiedliwość                        | 9 365  | 24.33 | 7       |
|                  | Komitet Wyborczy Stowarzyszenia "Moje Miasto" | 3 560  | 9.25  | 0       |
|                  | Liga Polskich Rodzin                          | 833    | 2.16  | 0       |
|                  | Polskie Stronnictwo Ludowe                    | 832    | 2.16  | 0       |
|                  | Samoobrona RP                                 | 627    | 1.63  | 0       |

| Kadencja | Lata      | Przewodniczący Rady | Wiceprzewodniczący Rady                               |
| -------- | --------- | ------------------- | ----------------------------------------------------- |
| V        | 2006–2010 | Adam Urbaniak       | - Jacek Budziński - Jolanta Danielak - Marek Kamiński |

| Nr | Radni wybrani z list poszczególnych komitetów wyborczych (w nawiasie liczba zdobytych głosów) | Radni wybrani z list poszczególnych komitetów wyborczych (w nawiasie liczba zdobytych głosów) | Radni wybrani z list poszczególnych komitetów wyborczych (w nawiasie liczba zdobytych głosów) | Radni wybrani z list poszczególnych komitetów wyborczych (w nawiasie liczba zdobytych głosów) | Radni wybrani z list poszczególnych komitetów wyborczych (w nawiasie liczba zdobytych głosów) | Radni wybrani z list poszczególnych komitetów wyborczych (w nawiasie liczba zdobytych głosów) |
| -- | --------------------------------------------------------------------------------------------- | --------------------------------------------------------------------------------------------- | --------------------------------------------------------------------------------------------- | --------------------------------------------------------------------------------------------- | --------------------------------------------------------------------------------------------- | --------------------------------------------------------------------------------------------- |
| 1  |                                                                                               | Platforma Obywatelska Bogusław Pabierowski (983) Artur Zasada (490)                           |                                                                                               | Lewica i Demokraci Andrzej Bocheński (1 084) Henryk Janik (231)                               |                                                                                               | Prawo i Sprawiedliwość Piotr Barczak (910)                                                    |
| 2  | Platforma Obywatelska Adam Urbaniak (1 762) Adam Dygas (245)                                  |                                                                                               | Lewica i Demokraci Zygmunt Listowski (617) Zbigniew Bartkowiak (301)                          |                                                                                               | Prawo i Sprawiedliwość Bożena Ronowicz (994)                                                  |                                                                                               |
| 3  | Platforma Obywatelska Marek Kamiński (1 256) Mirosław Bukiewicz (273)                         |                                                                                               | Lewica i Demokraci Jolanta Danielak (961) Stanisław Domaszewicz (362)                         |                                                                                               | Prawo i Sprawiedliwość Eleonora Szymkowiak (871) Władysław Drozd (643)                        |                                                                                               |
| 4  | Platforma Obywatelska Robert Dowhan (1 635) Aleksandra Mrozek (512)                           |                                                                                               | Prawo i Sprawiedliwość Jacek Budziński (946) Grażyna Jaskólska (205)                          |                                                                                               | Lewica i Demokraci Edward Markiewicz (704)                                                    |                                                                                               |
| 5  | Platforma Obywatelska Krzysztof Machalica (1 159) Paweł Wysocki (270)                         |                                                                                               | Lewica i Demokraci Janusz Kubicki (1 086) Jerzy Teichert (249) Andrzej Maciejewski (85)       |                                                                                               | Prawo i Sprawiedliwość Kazimierz Łatwiński (745)                                              |                                                                                               |

### VI Kadencja 2010-2015[5]
| Komitet Wyborczy | Komitet Wyborczy             | Głosy  | Głosy | Mandaty |
| Komitet Wyborczy | Komitet Wyborczy             | Liczba | %     | Mandaty |
| ---------------- | ---------------------------- | ------ | ----- | ------- |
|                  | Platforma Obywatelska RP     | 13 558 | 34.79 | 10      |
|                  | Sojusz Lewicy Demokratycznej | 12 598 | 32.33 | 10      |
|                  | Prawo i Sprawiedliwość       | 7 736  | 19.85 | 5       |
|                  | KWS Moje Miasto              | 3 188  | 8.18  | 0       |
|                  | KWW Klub Demokratyczny       | 967    | 2.48  | 0       |
|                  | Polskie Stronnictwo Ludowe   | 924    | 2.37  | 0       |

| Kadencja | Lata      | Przewodniczący Rady | Wiceprzewodniczący Rady            |
| -------- | --------- | ------------------- | ---------------------------------- |
| VI       | 2010–2015 | Adam Urbaniak       | - Jacek Budziński - Marek Kamiński |

| Nr | Radni wybrani z list poszczególnych komitetów wyborczych (w nawiasie liczba zdobytych głosów) | Radni wybrani z list poszczególnych komitetów wyborczych (w nawiasie liczba zdobytych głosów)        | Radni wybrani z list poszczególnych komitetów wyborczych (w nawiasie liczba zdobytych głosów) | Radni wybrani z list poszczególnych komitetów wyborczych (w nawiasie liczba zdobytych głosów) | Radni wybrani z list poszczególnych komitetów wyborczych (w nawiasie liczba zdobytych głosów) | Radni wybrani z list poszczególnych komitetów wyborczych (w nawiasie liczba zdobytych głosów) |
| -- | --------------------------------------------------------------------------------------------- | --- | --------------------------------------------------------------------------------------------- | --------------------------------------------------------------------------------------------- | --------------------------------------------------------------------------------------------- | --------------------------------------------------------------------------------------------- |
| 1  |                                                                                               | Platforma Obywatelska Bogusław Pabierowski (657) Krzysztof Kawicki (716)                             |                                                                                               | Sojusz Lewicy Demokratycznej Andrzej Bocheński (956) Teresa Mania (374)                       |                                                                                               | Prawo i Sprawiedliwość Piotr Barczak (926)                                                    |
| 2  |                                                                                               | Sojusz Lewicy Demokratycznej Janusz Kubicki (1 842) Kazimierz Hebda (258) Zbigniew Bartkowiak (208)  |                                                                                               | Platforma Obywatelska RP Adam Urbaniak (1318) Lech Jakubiak (321)                             | Prawo i Sprawiedliwość Bożena Ronowicz (656)                                                  |                                                                                               |
| 3  |                                                                                               | Platforma Obywatelska Marek Kamiński (761) Mirosław Bukiewicz (618)                                  |                                                                                               | Sojusz Lewicy Demokratycznej Jolanta Danielak (1 269) Robert Brodzik (307)                    | Prawo i Sprawiedliwość Eleonora Szymkowiak (833)                                              |                                                                                               |
| 4  | Platforma Obywatelska Robert Dowhan (1 363) Aleksandra Mrozek (554)                           | Sojusz Lewicy Demokratycznej Edward Markiewicz (921) Wioleta Haręźlak (825) Tomasz Nesterowicz (363) | Prawo i Sprawiedliwość Jacek Brudziński (893)                                                 |                                                                                               |                                                                                               |                                                                                               |
| 5  | Platforma Obywatelska Krzysztof Machalica (932) Mariusz Marchewka (383)                       | Sojusz Lewicy Demokratycznej Andrzej Brachmański (743) Filip Gryko (321)                             | Prawo i Sprawiedliwość Kazimierz Łatwiński (539)                                              |                                                                                               |                                                                                               |                                                                                               |

### VII Kadencja 2015-2018[6][7]
Wybory do Rady Miasta Zielona Góra oraz Prezydenta Zielonej Góry odbyły się 15 marca 2015 r. a nie jak w całej Polsce 16 listopada 2014 r. Spowodowane było to połączeniem Gminy Zielona Góra z Miastem Zielona Góra
| Komitet Wyborczy | Komitet Wyborczy                          | Głosy  | Mandaty |
| Komitet Wyborczy | Komitet Wyborczy                          | Liczba | Mandaty |
| ---------------- | ----------------------------------------- | ------ | ------- |
|                  | KWW Janusz Kubicki                        | 13 312 | 11      |
|                  | KWW Prawa i Solidarna Jacka Budzińskiego  | 7 888  | 7       |
|                  | Platforma Obywatelska RP                  | 7 501  | 6       |
|                  | KKW SLD Lewica Razem                      | 3 722  | 1       |
|                  | Polskie Stronnictwo Ludowe                | 2 761  | 0       |
|                  | KWW Nowa Prawica i Ruch Narodowy          | 1 224  | 0       |
|                  | KWW Lepsza Zielona Góra – Lepsze Lubuskie | 958    | 0       |

| Kadencja | Lata      | Przewodniczący Rady | Wiceprzewodniczący Rady                                      |
| -------- | --------- | ------------------- | ------------------------------------------------------------ |
| VII      | 2015–2018 | Adam Urbaniak       | - Andrzej Bocheński - Marcin Pabierowski - Tomasz Sroczyński |

| Nr | Radni wybrani z list poszczególnych komitetów wyborczych (w nawiasie liczba zdobytych głosów)                | Radni wybrani z list poszczególnych komitetów wyborczych (w nawiasie liczba zdobytych głosów) | Radni wybrani z list poszczególnych komitetów wyborczych (w nawiasie liczba zdobytych głosów) | Radni wybrani z list poszczególnych komitetów wyborczych (w nawiasie liczba zdobytych głosów) | Radni wybrani z list poszczególnych komitetów wyborczych (w nawiasie liczba zdobytych głosów) | Radni wybrani z list poszczególnych komitetów wyborczych (w nawiasie liczba zdobytych głosów) | Radni wybrani z list poszczególnych komitetów wyborczych (w nawiasie liczba zdobytych głosów) | Radni wybrani z list poszczególnych komitetów wyborczych (w nawiasie liczba zdobytych głosów) |
| -- | --- | --------------------------------------------------------------------------------------------- | --------------------------------------------------------------------------------------------- | --------------------------------------------------------------------------------------------- | --------------------------------------------------------------------------------------------- | --------------------------------------------------------------------------------------------- | --------------------------------------------------------------------------------------------- | --------------------------------------------------------------------------------------------- |
| 1  | | KWW Janusz Kubicki Andrzej Bocheński (821) Robert Górski (663)                                |                                                                                               | Prawa i Solidarna Jacka Budzińskiego Piotr Barczak (1005)                                     |                                                                                               | SLD Lewica Razem Tomasz Nesterowicz (667)                                                     |                                                                                               | Platforma Obywatelska Marcin Pabierowski (456)                                                |
| 2  | KWW Janusz Kubicki Janusz Kubicki (1211) Grzegorz Hryniewicz (417) Paweł Wysocki (406)                       |                                                                                               | Platforma Obywatelska Adam Urbaniak (1285) Robert Sapa (384)                                  |                                                                                               | Prawa i Solidarna Jacka Budzińskiego Bożena Ronowicz (710)                                    |                                                                                               |                                                                                               |                                                                                               |
| 3  | KWW Janusz Kubicki Tomasz Sroczyński (789) Mariusz Zalewski (751) Wiesław Kuchta (383) Jarosław Berent (273) |                                                                                               | Platforma Obywatelska Mariusz Rosik (725)                                                     |                                                                                               | Prawa i Solidarna Jacka Budzińskiego Marek Budniak (283)                                      |                                                                                               |                                                                                               |                                                                                               |
| 4  | KWW Janusz Kubicki Wioleta Haręźlak (1194) Filip Gryko (404) Zbigniew Binek (232)                            |                                                                                               | Prawa i Solidarna Jacka Budzińskiego Jacek Brudziński (1205) Grażyna Jaskólska (198)          |                                                                                               | KKW Platforma Obywatelska RP Krzysztof Machalica (542)                                        |                                                                                               |                                                                                               |                                                                                               |
| 5  | KWW Janusz Kubicki Andrzej Brachmański (834) Paweł Mocny (264)                                               | Prawa i Solidarna Jacka Budzińskiego Eleonora Szymkowiak (582) Kazimierz Łatwiński (470)      | Platforma Obywatelska Mirosław Bukiewicz (335)                                                |                                                                                               |                                                                                               |                                                                                               |                                                                                               |                                                                                               |

### VII Kadencja 2018-2024

Skład Rady Miasta VII Kadencji

### VII Kadencja 2018-2024[10][11]
| Komitet Wyborczy | Komitet Wyborczy                              | Głosy  | Głosy | Mandaty |
| Komitet Wyborczy | Komitet Wyborczy                              | Liczba | %     | Mandaty |
| ---------------- | --------------------------------------------- | ------ | ----- | ------- |
|                  | KWW Janusz Kubicki – Bezpartyjni              | 20 861 | 35.60 | 11      |
|                  | KKW Platforma.Nowoczesna Koalicja Obywatelska | 14 401 | 24.57 | 7       |
|                  | Prawo i Sprawiedliwość                        | 12 830 | 21.89 | 5       |
|                  | KKW SLD Lewica Razem                          | 5 519  | 9.42  | 1       |
|                  | Ruch Miejski Zielona Góra                     | 4 990  | 8.52  | 1       |

| Kadencja | Lata      | Przewodniczący Rady | Wiceprzewodniczący Rady                             |
| -------- | --------- | ------------------- | --------------------------------------------------- |
| VIII     | 2018–2024 | Piotr Barczak       | - Tomasz Sroczyński - Paweł Wysocki - Adam Urbaniak |

| Nr | Radni wybrani z list poszczególnych komitetów wyborczych (w nawiasie liczba zdobytych głosów)                       | Radni wybrani z list poszczególnych komitetów wyborczych (w nawiasie liczba zdobytych głosów) | Radni wybrani z list poszczególnych komitetów wyborczych (w nawiasie liczba zdobytych głosów) | Radni wybrani z list poszczególnych komitetów wyborczych (w nawiasie liczba zdobytych głosów) | Radni wybrani z list poszczególnych komitetów wyborczych (w nawiasie liczba zdobytych głosów) | Radni wybrani z list poszczególnych komitetów wyborczych (w nawiasie liczba zdobytych głosów) | Radni wybrani z list poszczególnych komitetów wyborczych (w nawiasie liczba zdobytych głosów) | Radni wybrani z list poszczególnych komitetów wyborczych (w nawiasie liczba zdobytych głosów) |
| -- | --- | --------------------------------------------------------------------------------------------- | --------------------------------------------------------------------------------------------- | --------------------------------------------------------------------------------------------- | --------------------------------------------------------------------------------------------- | --------------------------------------------------------------------------------------------- | --------------------------------------------------------------------------------------------- | --------------------------------------------------------------------------------------------- |
| 1  | | KWW Janusz Kubicki – Bezpartyjni Robert Górski (2348) Andrzej Bocheński (793)                 |                                                                                               | KKW Platforma.Nowoczesna Koalicja Obywatelska Marcin Pabierowski (1775) Janusz Rewers (455)   |                                                                                               | Prawo i Sprawiedliwość Piotr Barczak (1735)                                                   |                                                                                               |                                                                                               |
| 2  | KWW Janusz Kubicki – Bezpartyjni Paweł Wysocki (1369) Grzegorz Hryniewicz (1144)                                    | KKW Platforma.Nowoczesna Koalicja Obywatelska Adam Urbaniak (1819)                            | Prawo i Sprawiedliwość Bożena Ronowicz (1187)                                                 |                                                                                               | KKW SLD Lewica Razem Tomasz Nesterowicz (1031)                                                |                                                                                               |                                                                                               |                                                                                               |
| 3  | KWW Janusz Kubicki – Bezpartyjni Tomasz Sroczyński (1807) Wiesław Kuchta (797)                                      | KKW Platforma.Nowoczesna Koalicja Obywatelska Mariusz Rosik (1852) Dariusz Legutkowski (520)  | Prawo i Sprawiedliwość Marek Budniak (904)                                                    |                                                                                               |                                                                                               |                                                                                               |                                                                                               |                                                                                               |
| 4  | KWW Janusz Kubicki – Bezpartyjni Janusz Kubicki (2162) Filip Gryko (1493) Zbigniew Binek (1087) Filip Czeszyk (262) |                                                                                               | Prawo i Sprawiedliwość Jacek Brudziński (1616)                                                |                                                                                               | KKW Platforma.Nowoczesna Koalicja Obywatelska Sławomir Kotylak (1458)                         |                                                                                               |                                                                                               |                                                                                               |
| 5  | KWW Janusz Kubicki – Bezpartyjni Andrzej Brachmański (940) Rafał Kasza (766)                                        | Prawo i Sprawiedliwość Eleonora Szymkowiak (1147)                                             | KKW Platforma.Nowoczesna Koalicja Obywatelska Krzysztof Machalica (881)                       |                                                                                               | Ruch Miejski Zielona Góra Anita Kucharska-Dziedzic (1121) Paweł Zalewski (128)                |                                                                                               |                                                                                               |                                                                                               |

### IX Kadencja 2024-2029[12]
| Komitet Wyborczy | Komitet Wyborczy                             | Głosy  | Głosy | Mandaty |
| Komitet Wyborczy | Komitet Wyborczy                             | Liczba | %     | Mandaty |
| ---------------- | -------------------------------------------- | ------ | ----- | ------- |
|                  | Koalicja Obywatelska                         | 19 788 | 38.62 | 14      |
|                  | Prawo i Sprawiedliwość                       | 9 774  | 19.07 | 5       |
|                  | KWW Janusz Kubicki                           | 9 210  | 17.97 | 6       |
|                  | KWW Zielona Góra 2050                        | 4 521  | 8.82  | 0       |
|                  | KWW Trzecia Droga PSL-PL2050 Szymona Hołowni | 3 261  | 6.36  | 0       |
|                  | KWW Lewica                                   | 2 804  | 5.47  | 0       |
|                  | KW SLD                                       | 990    | 1.93  | 0       |
|                  | KW Adam Hreszczyk                            | 895    | 1.75  | 0       |

| Kadencja | Lata      | Przewodniczący Rady | Wiceprzewodniczący Rady                              |
| -------- | --------- | ------------------- | ---------------------------------------------------- |
| IX       | 2024–2029 | Adam Urbaniak       | - Joanna Malon - Tomasz Sroczyński - Jacek Budziński |

| Nr | Radni wybrani z list poszczególnych komitetów wyborczych (w nawiasie liczba zdobytych głosów)   | Radni wybrani z list poszczególnych komitetów wyborczych (w nawiasie liczba zdobytych głosów)                            | Radni wybrani z list poszczególnych komitetów wyborczych (w nawiasie liczba zdobytych głosów) | Radni wybrani z list poszczególnych komitetów wyborczych (w nawiasie liczba zdobytych głosów) | Radni wybrani z list poszczególnych komitetów wyborczych (w nawiasie liczba zdobytych głosów) | Radni wybrani z list poszczególnych komitetów wyborczych (w nawiasie liczba zdobytych głosów) |
| -- | ----------------------------------------------------------------------------------------------- | --- | --------------------------------------------------------------------------------------------- | --------------------------------------------------------------------------------------------- | --------------------------------------------------------------------------------------------- | --------------------------------------------------------------------------------------------- |
| 1  |                                                                                                 | Koalicja Obywatelska Marcin Pabierowski (2 588) Agnieszka Chyrc (558) Robert Kornalewicz (545) Krystyna Magdziarek (502) |                                                                                               | Prawo i Sprawiedliwość Piotr Barczak (1 628)                                                  |                                                                                               | KWW Janusz Kubicki Robert Górski (1 337)                                                      |
| 2  | Koalicja Obywatelska Adam Urbaniak (2 554) Elżbieta Smykał (642) Dorota Kasprzyszak (566)       | | Prawo i Sprawiedliwość Bożena Ronowicz (1 160)                                                |                                                                                               | KWW Janusz Kubicki Paweł Wysocki (666)                                                        |                                                                                               |
| 3  | Koalicja Obywatelska Dariusz Legutowski (1 606) Joanna Liddane (498)                            | | KWW Janusz Kubicki Paweł Sroczyński (1 016) Wiesław Kuchta (613)                              |                                                                                               | Prawo i Sprawiedliwość Marek Budniak (678)                                                    |                                                                                               |
| 4  | Koalicja Obywatelska Andrzej Chłopek (1 448) Jacek Frątczak (661) Joanna Malon (495)            | | Prawo i Sprawiedliwość Jacek Budziński (1 090)                                                |                                                                                               | KWW Janusz Kubicki Filip Gryko (786)                                                          |                                                                                               |
| 5  | Koalicja Obywatelska Janusz Rewers (1 717) Radosław Brodzik (909) Eliza Zaborowska-Kujawa (428) | | Prawo i Sprawiedliwość Grzegorz Maćkowiak (997)                                               |                                                                                               | KWW Janusz Kubicki Rafał Kasza (648)                                                          |                                                                                               |